# Île Douglas (Fraser)
L'île Douglas est une île de Colombie-Britannique sur le fleuve Fraser.

## Géographie
Elle se situe au croisement entre le fleuve Fraser et la rivière Pitt. 

## Histoire
Elle a été nommée en l'honneur de James Douglas (1803-1877), gouverneur de la Colombie-Britannique de 1858 à 1864.